# Fort du Télégraphe
Pour les articles homonymes, voir Télégraphe (homonymie).
Le fort du Télégraphe, rarement appelé fort Berwick, est situé dans la vallée de la Maurienne, sur la route du col du Galibier, à 1 620 mètres d'altitude, entre Valloire et Saint-Michel-de-Maurienne.

## Histoire
Sur son emplacement se trouvait à l'origine un poste de télégraphie Chappe (télégraphie optique à bras articulés), situé sur la ligne de Lyon à Milan (puis Venise en 1809). La construction du fort s'est réalisée entre 1886 et 1890, et appartient au système Séré de Rivières.
Par le décret du 21 janvier 1887, le ministre de la Guerre Georges Boulanger renomme tous les forts, batteries et casernes avec les noms d'anciens chefs militaires. Pour le fort du Télégraphe, son « nom Boulanger » est en référence à Jacques Ier Fitz-James, duc de Berwick-upon-Tweed, né le 21 août 1670, tué, la tête emportée par un boulet, le 12 juin 1734 lors du siège de Philippsbourg. Il est le fils naturel de Jacques II Stuart, roi d'Angleterre. Il fut de toutes les tentatives de renversement de son père, il finit par se naturaliser français. Brillant officier, il est fait maréchal de France en 1706. De 1709 à 1711, il maintint les frontières de la France en Dauphiné et en Savoie. Dès le 13 octobre 1887, le successeur de Boulanger au ministère, Théophile Ferron, abroge le décret. Le fort reprend officiellement son nom précédent.
En 2017, le long-métrage La Montagne aux Mille regards est tourné dans le fort,.
L'été, le fort s'anime avec des visites, expositions photos, mini-conférences, etc.

## Description

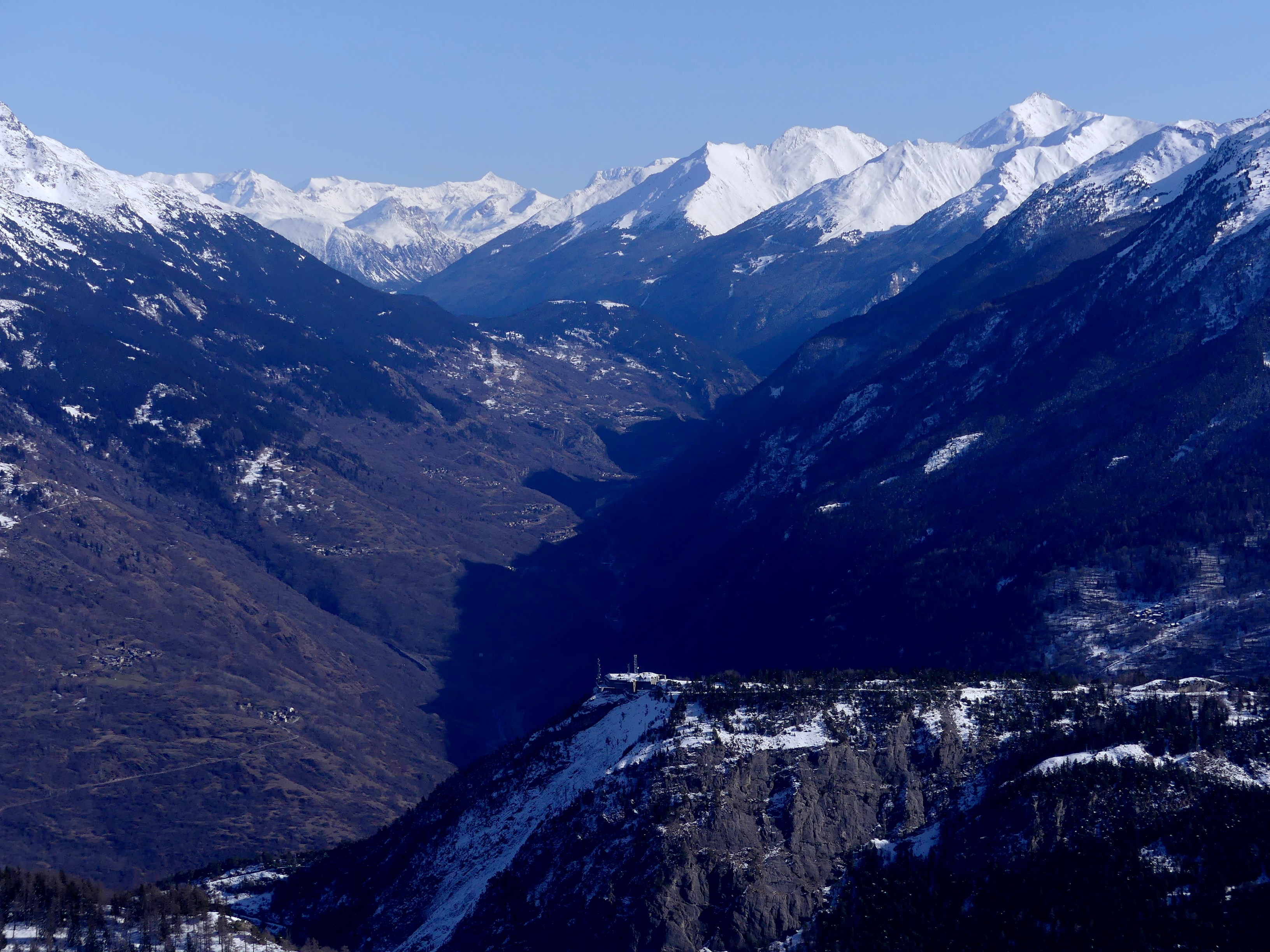
Le fort du Télégraphe au premier plan, dominant la Maurienne.

C'est un fort Séré de Rivières de deuxième génération, il affecte la forme d'un hexagone irrégulier. À lire Jacky Martin et Laurent Demouzon, des gardiens de la citadelle, le fort « doit assurer quatre missions : contrer une attaque ennemie venant de la région du Thabor, bloquer une progression transalpine en provenance du Galibier ou des Rochilles via Valloire, arrêter une offensive qui aurait percé les défenses de Modane et éventuellement stopper le franchissement du col des Encombres à des forces venant de Tarentaise. » Composante principale de la place et véritable nid d'aigle. Le rocher le supportant n'étant pas très étendu, le fort est très ramassé sur lui-même. Il possède deux entrées, une dite haute et l'autre dite basse. Toutes deux étaient pourvues de ponts démontables et toutes deux donnent sur le front de gorge. L'entrée haute est surmontée d'une casemate percée de créneaux de fusillade. Le casernement aligne quatre travées sur deux niveaux.
Le magasin à poudre, de peu de contenance, est blotti à l'arrière gauche du casernement. Les dessus du fort ne comportent que quatre plates-formes à l'air libre séparées par des traverses pleines. Une rampe naissant à l'entrée haute permettait d'amener les pièces sur les dessus. Cette rampe passe dans un tunnel, lui-même surmonté par les deux plates-formes en arrière du front VI-I. La défense du périmètre était confiée à des bastionnets ; chaque saillant avait le sein, sauf le IV. Au saillant II se trouve la recette supérieure d'un téléphérique communiquant avec la batterie basse (1908). Le fort est dans un bon état de conservation. Son four à pain serait aisément restauré, aussi une pompe à eau jouxtant un réservoir métallique qui est comme neuf. On y trouve enfin une fresque murale représentant l'insigne du 164e RAP. Il possédait une seconde batterie annexe au sud.
Le fort est ouvert à la visite tous les étés de juillet à août, les mercredis et jeudis. Les inscriptions pour ces visites se font auprès des offices du tourisme de Valmeinier ou de Valloire.

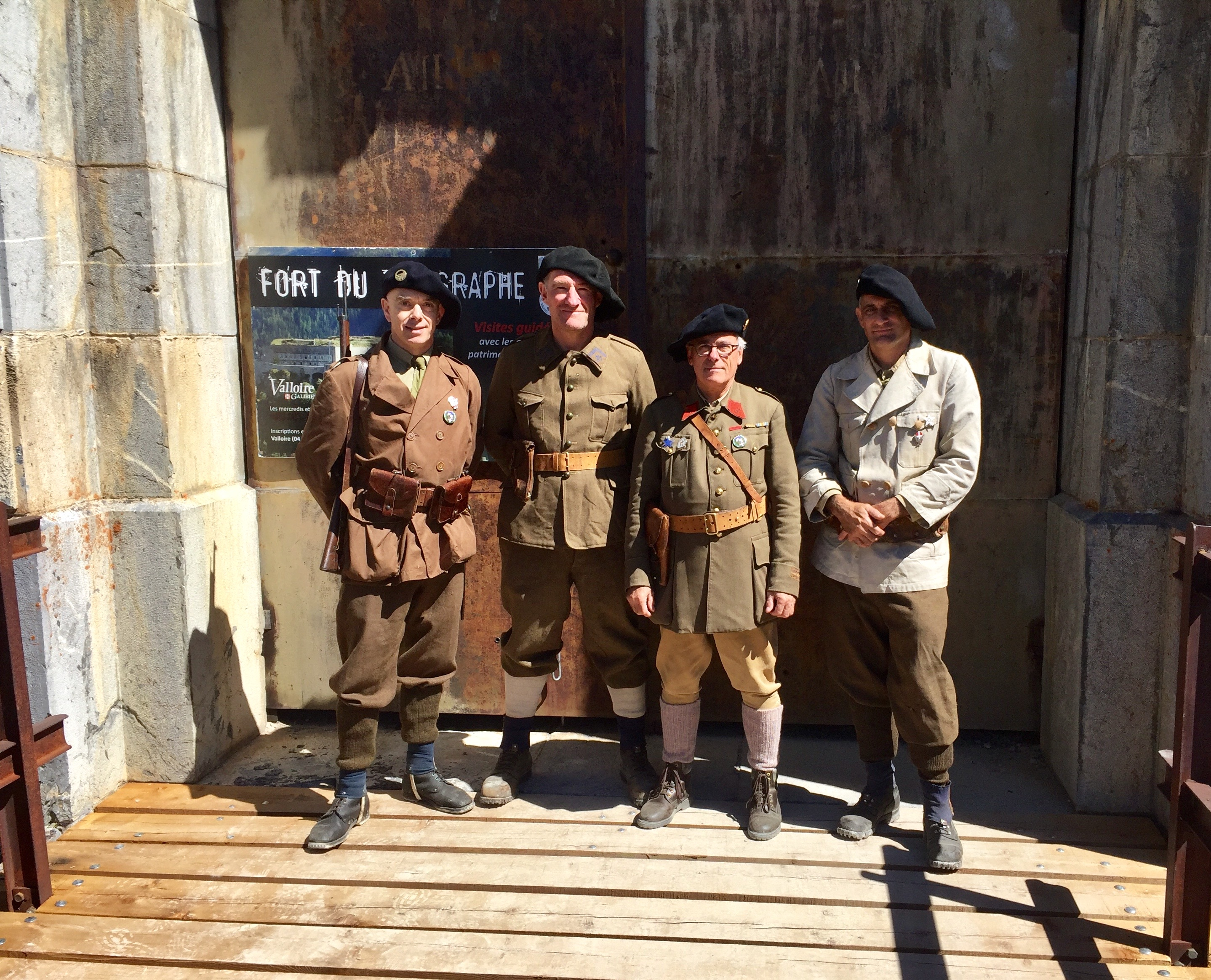
L'équipe des guides du fort du Télégraphe.